# 西尚美
西 尚美（にし なおみ、本名：西田 尚子、1954年〈昭和29年〉3月13日 - ）は、日本の漫画家。北海道三笠市出身。
大和和紀のアシスタントを経て、1976年に別冊少女フレンド1月号増刊の『ティータイム』でデビュー。
以後、「少女フレンド」を中心に活躍し、1990年代後半からは「mimi」を経て「BE・LOVE」「ミステリーサラ」などの女性誌に発表の場を移している。
代表作に『まひろ体験』『美人秘書香都子さんの事件簿シリーズ』『お姑（）さまといわれても』『あかりとシロの心霊夜話シリーズ』など。
1985年、『まひろ体験』で第9回講談社漫画賞を受賞。
2001年、『お姑さまといわれても』が、TBS系列で「バトルファミリー - 私、恋します - 」のタイトルでテレビドラマ化。

## 著作歴・作風
1970年代後半の「少女フレンド」新人時代にはラブコメディが多い。酒と喧嘩を愛する高校生の美少女が活躍する連作『極道シリーズ』の後には、短期連載作品として、内外の古典文学や幻想文学のパロディを取り入れた『怪傑お化粧仮面見参！』『竹取ファンタジア』『アランイヤンナイト』がある。
1980年代前半の作品は、暴走族や不良高校生の青春を描くものが中心になっている。この時期から連載期間が徐々に長くなり、『あたしの可愛いひと』と『そこからさきはケ★セラ★聖良』では単行本1巻におさまっていたのが、『夏にきいてくれ』で単行本2巻、『あでやかにあざみ』では単行本4巻になる。
1983年から1986年にかけての連載『まひろ体験』は、芸能界で活躍するアイドルの成長を描いた作品で、サウンド・プロデュースを相曽晴日が担当したイメージアルバムのLPレコードも発売された。1980年代後半から1990年代初期にかけては、『Kanakoどきどき'87』『蝶よ花よシリーズ』のような、連載当時のファッション業界やライヴハウスに出演するロックバンド等がリアリティ豊かに描かれる作品が多い。その一方で、同時期の連載『銀の星座』では作中の時代設定を1960年代から1970年代にして、伝説的な映画女優の生き様とともにアマチュア劇団の様子なども細やかに描かれている。
1990年代前半からは、ミステリー作品を数多く手がけるようになる。「mmi Excellent」と「mmi Carnival」に掲載された『美人秘書香都子さんの事件簿シリーズ』は、私立探偵事務所で所長の留守をあずかる女性社員が、顧客の青年実業家と協力してさまざまな事件を解決する短篇の連作。このシリーズは2006年から2007年にかけてあおば出版の「サクラミステリーデラックス」に再録連載されたため、単行本は新装版も出版されている。
1990年代後半には、結婚や家族をテーマにした作品や動物を描く作品が登場する。1996年から1997年にかけて「Sakura」に連載された『ブレーメン動物園においで』は、主人公が亡父から引き継いだ絵本喫茶が舞台で、店で飼われている多数の小動物の世話をするスタッフや常連客との交流が描かれている。1999年から2003年にかけて「BE・LOVEパフェ」に連載された『お姑（）さまといわれても』は、40歳の未亡人、舅夫婦、息子夫婦と孫の四世代家族を中心としたホームコメディ。この作品の連載が終了した後、「BE・LOVE」では2003年から2006年まで『続・お姑さまといわれても』の不定期連載があり、本編で主人公が婚約した喫茶店のマスターと再婚してからのエピソードが描かれている。「BE・LOVE」では2007年から2009年にかけて、51歳の独身女性と25歳の演劇青年のラブコメディ『美世子の奇跡』も連載されたが、この作品は『続・お姑さまといわれても』とともに単行本未収録になっている。
2000年代の作品は、ミステリーに心霊現象を加味した短篇連作『あかりとシロの心霊夜話シリーズ』が主軸となり、小説雑誌の女性編集者が飼い猫とともにさまざまな事件に遭遇しながら恋人の小説家との絆を深めてゆくこのシリーズは、作者の著作のなかでは連載期間最長作品となっている。1996年から年に6回位のペースで「サクラミステリー」に掲載されていたが、版元のあおば出版が2007年に業務を停止した後はグリーンアロー出版社の「ミステリーサラ」に引き継がれてからはほぼ毎号掲載されるようになり、2009年からはグリーンアロー出版社の合併吸収先Bbmfマガジン発行の「ミステリーサラ」が掲載誌となっている。姉妹誌の「ミステリーブラン」に近作の3篇があかりとシロの心霊夜話シリーズ総集編としてコンスタントに再録されることもあって、このシリーズの単行本化は「ミステリーサラ」掲載から2 - 3年後である。

## 漫画作品

### 少女漫画作品リスト
- 1976年
  - ティータイム（別冊少女フレンド1976年1月号増刊）【講談社KCフレンド】恋し夢見しあやかしギツネ（1979年4月）・デビュー作
  - りんご奇想曲（別冊少女フレンド1976年4月号増刊）【講談社KCフレンド】おねえさまいざ勝負（1978年2月）
  - 極道シリーズ（1976年 - 1977年, 計7話）
    - おねえさまお静かに（週刊少女フレンド1976年5月25日号増刊）【講談社KCフレンド】天使か悪魔かおねえさま（1977年9月）
    - どうしてなの？おねえさま（週刊少女フレンド1976年6月25日号増刊）【講談社KCフレンド】天使か悪魔かおねえさま（1977年9月）
    - それはあまりよ！おねえさま（週刊少女フレンド1976年8月25日号増刊）【講談社KCフレンド】おねえさまいざ勝負（1978年2月）
    - おねえさまいざ勝負！（別冊少女フレンド1976年9月号増刊）【講談社KCフレンド】おねえさまいざ勝負（1978年2月）
    - 天使か悪魔かおねえさま（別冊少女フレンド1976年10月号増刊）【講談社KCフレンド】天使か悪魔かおねえさま（1977年9月）
    - みすてないでおねえさま（週刊少女フレンド1976年12月25日号増刊）【講談社KCフレンド】天使か悪魔かおねえさま（1977年9月）
    - おねえさまの子守歌（別冊少女フレンド1977年4月号増刊）【講談社KCフレンド】天使か悪魔かおねえさま（1977年9月）
- 1977年
  - おじゃま虫の恋人さん（週刊少女フレンド1977年1号）【講談社KCフレンド】おねえさまいざ勝負（1978年2月）
  - ああ本丸学園女絵巻（週刊少女フレンド1977年4号）【講談社KCフレンド】おねえさまいざ勝負（1978年2月）
  - わたしの心はチューリップ（週刊少女フレンド1977年17号）【講談社KCフレンド】おねえさまいざ勝負（1978年2月）
- 1978年
  - 祭組四代目始末記（別冊少女フレンド1978年1月号増刊）【講談社KCフレンド】アランイヤンナイト（1980年7月）
  - 事件ですよお二人さん（週刊少女フレンド1978年4号）【講談社KCフレンド】怪傑お化粧仮面見参！（1978年9月）
  - 怪傑お化粧仮面見参！（週刊少女フレンド1978年7 - 9号）【講談社KCフレンド】怪傑お化粧仮面見参！（1978年9月）・初連載
  - おどろき桃の木吸血鬼（週刊少女フレンド1978年21号）【講談社KCフレンド】恋し夢見しあやかしギツネ（1979年4月）
  - 緋牡丹灯籠恋にもえ（週刊少女フレンド1978年23号）【講談社KCフレンド】恋し夢見しあやかしギツネ（1979年4月）
- 1979年
  - 白雪峠に狼を見た（別冊少女フレンド1979年1月号増刊）【講談社KCフレンド】恋し夢見しあやかしギツネ（1979年4月）
  - 奥さまはヨイショ！（週刊少女フレンド1979年4号）【講談社KCフレンド】ぼくの心はハレーション（1979年11月）
  - 恋し夢見しあやかしギツネ（週刊少女フレンド1979年7号）【講談社KCフレンド】恋し夢見しあやかしギツネ（1979年4月）
  - ぼくの心(ハート)はハレーション（週刊少女フレンド1979年12号）【講談社KCフレンド】ぼくの心はハレーション（1979年11月）
  - ふと気がつけばにわか雨（週刊少女フレンド1979年17号）【講談社KCフレンド】ぼくの心はハレーション（1979年11月）
  - トンでトンで笑って王子さま（週刊少女フレンド1979年5月25日号増刊）【講談社KCフレンド】あたしの可愛いひと（1980年12月）
  - 泳げ！あの愛にむかって（週刊少女フレンド1979年7月25日号増刊）【講談社KCフレンド】ぼくの心はハレーション（1979年11月）
  - 竹取りファンタジア（週刊少女フレンド1979年20 - 22号）【講談社KCフレンド】竹取りファンタジア（1980年3月）
- 1980年
  - けりあげろ！青春（週刊少女フレンド1980年1号）【講談社KCフレンド】竹取りファンタジア（1980年3月）
  - アランイヤンナイト（週刊少女フレンド1980年4 - 7号）【講談社KCフレンド】アランイヤンナイト（1980年7月）
  - スター参上（ハローフレンド1980年6月号）【講談社KCフレンド】そこからさきはケ★セラ★聖良（1981年4月）
  - あたしの可愛いひと（週刊少女フレンド1980年14 - 18号）【講談社KCフレンド】あたしの可愛いひと（1980年12月）
  - ミツオくんの軟派ブルース（ハローフレンド1980年12月号）【講談社KCフレンド】あたしの可愛いひと（1980年12月）
- 1981年
  - そこからさきはケ★セラ★聖良（週刊少女フレンド1981年1 - 5号）【講談社KCフレンド】そこからさきはケ★セラ★聖良（1981年4月）
  - 夏にきいてくれ（週刊少女フレンド1981年12 - 23号）【講談社KCフレンド】夏にきいてくれ(1)(2)（1981年10月, 1982年1月）
  - だからうたってハイウェイララバイ（週刊少女フレンド1981年9号）【講談社KCフレンド】夏にきいてくれ(2)（1982年1月）
- 1982年
  - あでやかにあざみ（週刊少女フレンド1982年3 - 24号, 1983年1 - 6号）【講談社KCフレンド】あでやかにあざみ(1) - (4)（1982年6月, 9月, 12月, 1983年3月）
- 1983年
  - まひろ体験（週刊少女フレンド1983年10号 - 1986年19号）【講談社KCフレンド】まひろ体験(1) - (11)（1983年8月, 11月, 1984年3月, 7月, 11月, 1985年3月, 7月, 11月, 1986年3月, 6月, 10月）
- 1986年
  - 夢のむこうがわ（週刊少女フレンド1986年24号, 1987年1号 - 6号）【講談社KCフレンド】夢のむこうがわ（1987年4月）
- 1987年
  - Kanakoどきどき'87（週刊少女フレンド1987年11号 - 24号）【講談社KCフレンド】Kanakoどきどき'87(1)(2)（1987年10月, 1988年2月）
- 1988年
  - 真夜中にさようなら（週刊少女フレンド1988年1号）【講談社KCフレンド】蝶よ花よ(1)（1990年1月）
  - 銀の星座（週刊少女フレンド1988年8号 - 1989年9号）【講談社KCフレンド】銀の星座(1) - (4)（1988年9月, 1989年2月, 5月, 9月）
- 1989年
  - そこに幸あり（週刊少女フレンド1989年12号）【講談社KCフレンド】銀の星座(4)（1989年9月）
  - 蝶よ花よシリーズ（1989年 - 1992年, 全13話）
    - 蝶よ花よ（少女フレンド1989年16号）【講談社KCフレンド】蝶よ花よ(1)（1990年1月）
    - 舞いますわ咲きますわ（少女フレンド1989年20号）【講談社KCフレンド】蝶よ花よ(1)（1990年1月）
    - 宿命かしら？罪かしら！（少女フレンド1989年23号）【講談社KCフレンド】蝶よ花よ(1)（1990年1月）
    - 女神であれ魔女であれ（少女フレンド1990年12号）【講談社KCフレンド】蝶よ花よ(2)（1990年10月）
    - 素直に生きます捨て身で生きます（少女フレンド1990年15号）【講談社KCフレンド】蝶よ花よ(2)（1990年10月）
    - 無情の愛なの無償の恋なの（少女フレンド1990年18号）【講談社KCフレンド】蝶よ花よ(2)（1990年10月）
    - 乙女の祈り（少女フレンド1991年4月号）【講談社KCフレンド】蝶よ花よ(3)（1992年2月）
    - いつも心にロマンスを（少女フレンド1991年8月号）【講談社KCフレンド】蝶よ花よ(3)（1992年2月）
    - 星に願いを（少女フレンド1991年9月号）【講談社KCフレンド】蝶よ花よ(3)（1992年2月）
    - 夢の彼方は…（少女フレンド1991年11月号）【講談社KCフレンド】蝶よ花よ(4)（1992年12月）
    - 愛は嵐の中で…（少女フレンド1991年12月号）【講談社KCフレンド】蝶よ花よ(4)（1992年12月）
    - 明日に向かって（少女フレンド1992年2月号）【講談社KCフレンド】蝶よ花よ(4)（1992年12月）
    - また逢う日まで（少女フレンド1992年7月号）【講談社KCフレンド】蝶よ花よ(4)（1992年12月）
- 1990年
  - 希望(のぞみ)のままにロマンス（週刊少女フレンド1990年2号 - 7号）【講談社KCフレンド】希望のままにロマンス（1990年6月）
  - 好きにならずにいられない（少女フレンド1990年 - 1991年5号）【講談社KCフレンド】好きにならずにいられない(1)(2)（1991年6月, 10月）
- 1991年
  - 彼女に捧げるバラード（月刊少女フレンド1991年6月号）【講談社KCフレンド】好きにならずにいられない(2)（1991年10月）

### 女性漫画作品リスト
- 1990年
  - 美人秘書香都子さんの事件簿シリーズ（1990年 - 1994年, 計12話）
    - ほんのジョークで……（mimi Excellent1990年16号）【講談社KCmimiDX】ほんのジョークで……（1992年1月）【グリーンアロー出版社LGAコミックス】美人秘書香都子さんの事件簿(上)（2009年2月）
    - なんの因果か……（mimi Excellent1990年17号）【講談社KCmimiDX】ほんのジョークで……（1992年1月）【グリーンアロー出版社LGAコミックス】美人秘書香都子さんの事件簿(上)（2009年2月）
    - 不思議な縁で……（mimi Excellent1991年19号）【講談社KCmimiDX】ほんのジョークで……（1992年1月）【グリーンアロー出版社LGAコミックス】美人秘書香都子さんの事件簿(上)（2009年2月）
    - これが運命か……（mimi Excellent1991年21号）【講談社KCmimiDX】ほんのジョークで……（1992年1月）【グリーンアロー出版社LGAコミックス】美人秘書香都子さんの事件簿(上)（2009年2月）
    - 夜がおまえにキスをする（mimi Carnival1991年8月号）【講談社KCmimiDX】やさしい朝におやすみ（1992年11月）【グリーンアロー出版社LGAコミックス】美人秘書香都子さんの事件簿(上)（2009年2月）
    - やさしい朝におやすみ（mimi Carnival1991年12月号）【講談社KCmimiDX】やさしい朝におやすみ（1992年11月）【グリーンアロー出版社LGAコミックス】美人秘書香都子さんの事件簿(上)（2009年2月）
    - 贈り物は昼下がりに（mimi Carnival1992年3月号）【講談社KCmimiDX】やさしい朝におやすみ（1992年11月）【グリーンアロー出版社LGAコミックス】美人秘書香都子さんの事件簿(下)（2009年2月）
    - 黄昏に花束を（mimi Carnival1992年8月号）【講談社KCmimiDX】やさしい朝におやすみ（1992年11月）【グリーンアロー出版社LGAコミックス】美人秘書香都子さんの事件簿(下)（2009年2月）
    - ターゲットは振り返る（mimi Carnival1993年3月号）【講談社KCmimiDX】ターゲットは振り返る（1994年2月）【グリーンアロー出版社LGAコミックス】美人秘書香都子さんの事件簿(下)（2009年2月）
    - 夢の果てまでも（mimi Carnival1993年5月号）【講談社KCmimiDX】ターゲットは振り返る（1994年2月）【グリーンアロー出版社LGAコミックス】美人秘書香都子さんの事件簿(下)（2009年2月）
    - ウェディング・マーチが聞こえない（mimi Carnival1993年6月号）【講談社KCmimiDX】ターゲットは振り返る（1994年2月）【グリーンアロー出版社LGAコミックス】美人秘書香都子さんの事件簿(下)（2009年2月）
    - 只今最前線突破中（mimi Carnival1994年1月号）【講談社KCmimiDX】ターゲットは振り返る（1994年2月）【グリーンアロー出版社LGAコミックス】美人秘書香都子さんの事件簿(下)（2009年2月）
- 1992年
  - 芸者福花シリーズ（1992年, 第1話 - 第4話）
    - 草津よいとこ一度はおいで（Monthly mimi1992年6月号）【講談社KCmimi】芸者福花(1)（1993年2月）
    - 南紀白浜恋めぐり（Monthly mimi1992年9月号）【講談社KCmimi】芸者福花(1)（1993年2月）
    - 南紀白浜恋の寺（Monthly mimi1992年10月号）【講談社KCmimi】芸者福花(1)（1993年2月）
    - 有馬芸者の粋と意地 （Monthly mimi1992年12月号）【講談社KCmimi】芸者福花(1)（1993年2月）
- 1993年
  - 封じられたメモリアル（mimi Carnival1993年7月号）【講談社KCmimi】封じられたメモリアル（1994年7月）【あおばコミックス】慚愧の扉（2006年10月）
  -  私という他人（mimi Carnival1993年10月号）【講談社KCmimi】封じられたメモリアル（1994年7月）【あおばコミックス】慚愧の扉（2006年10月）
- 1994年
  - 闇からの助言者（mimi Carnival1994年3月号）【講談社KCmimi】封じられたメモリアル（1994年7月）【あおばコミックス】慚愧の扉（2006年10月）
  - それでも恋は恋（BE-LOVE1994年18号 - 1995年5号）【講談社KCBL】それでも恋は恋(上)(下)（1995年6月, 7月）
- 1995年前後（掲載雑誌不明）
  - 花婿はあなたね！ （短篇）【あおばコミックス】笑ってごらん（2005年4月）
  - 笑ってごらん（短篇）【あおばコミックス】笑ってごらん（2005年4月）
  - 女優ヒナコの非日常（短篇）【あおばコミックス】笑ってごらん（2005年4月）
  - 久留美ミルクがんばります！（短篇）【あおばコミックス】笑ってごらん（2005年4月）
  - KAKEOCHI '95 （短篇）【あおばコミックス】笑ってごらん（2005年4月）
  - Will You Marry? OH MY GOD!!（短篇）【あおばコミックス】笑ってごらん（2005年4月）
  - パワフル（第1話 - 第4話）【あおばコミックス】パワフル（2005年11月）
  - 幸せの住家さがしましょ（第1話 - 第3話）【あおばコミックス】パワフル（2005年11月）
  - 最高の恋人（短篇）【あおばコミックス】慚愧の扉（2006年10月）
- 1996年
  - ブレーメン動物園においで（Sakura1996年 - 1997年, 全13話）【スコラLC】ブレーメン動物園においで（1997年2月）・第1話 - 第4話のみ 【あおばコミックス】ブレーメン動物園においで(上)(下)（2006年2月, 2006年2月）・第1話 - 第12話, 最終話
  - あかりとシロの心霊夜話シリーズ（1996年 - 2012年、連載中）
    - 第1話 修羅の夢 - 第50話 影の訪問者（サクラミステリー1996年 - 2007年6月号）【あおばコミックス】既刊8巻：闇の花嫁, 弔いの森, 憑かれた女, 呪縛の視線, 真夜中の巫女, 春陰りの夢, 遠き罪の音, 疑惑の刻印（2002年9月, 12月 2003年3月, 6月, 2004年3月, 12月, 2005年8月, 2006年8月）【Bbmfマガジン(旧グリーンアロー出版社)LGAコミックス】あかりとシロの心霊夜話(1) - (8) （2008年9月, 10月, 11月）
    - 第51話 忘却の地 - 第86話 念呪の形代（ミステリーサラ2007年11月号 - 2009年 2月号）【Bbmfマガジン(旧グリーンアロー出版社)LGAコミックス】あかりとシロの心霊夜話(9) - (14) （2008年8月, 2009年6月, 11月, 2010年11月, 2011年5月,11月）
      - 第1話 - 第86話の各タイトルは、西尚美単行本リストのLGAコミックス収録作品を参照。

    - 単行本未収録分
      - 第87話 虚言の誘い（ミステリーサラ2009年3月号）
      - 第88話 あなたを呼ぶ声（ミステリーサラ2009年4月号）
      - 第89話（ミステリーサラ2009年6月号）
      - 第90話（ミステリーサラ2009年7月号）
      - 第91話（ミステリーサラ2009年9月号）
      - 第92話（ミステリーサラ2009年10月号）
      - 第93話 病葉の庭（ミステリーサラ2009年12月号）
      - 第94話（ミステリーサラ2010年1月号）
      - 第95話 茨の籠（ミステリーサラ2010年2月号）
      - 第96話 不安の幻想（ミステリーサラ2010年3月号）
      - 第97話 絶望の誕生日（ミステリーサラ2010年5月号）
      - 第98話 隠匿の欠片（ミステリーサラ2010年6月号）
      - 第99話 謀略の里（ミステリーサラ2010年7月号）
      - 第100話 再びの悪夢（ミステリーサラ2010年8月号）
      - 第101話 冤罪の夏（ミステリーサラ2010年9月号）
      - 第102話 黒い寄生木（ミステリーサラ2010年10月号）
      - 第103話 死神の囁き（ミステリーサラ2010年11月号）
      - 第104話 悪意の応酬（ミステリーサラ2010年12月号）
      - 第105話 砕け散った夜に…（ミステリーサラ2011年1月号）
      - 第106話 断罪の刻み（ミステリーサラ2011年2月号）
      - 第107話 導く指の…（ミステリーサラ2011年3月号）
      - 第108話（ミステリーサラ2011年4月号）
      - 第109話（ミステリーサラ2011年5月号）
      - 第110話 闇語り（ミステリーサラ2011年7月号）
      - 第111話 灰色の足跡（ミステリーサラ2011年8月号）
      - 第112話 黄泉の学舎（ミステリーサラ2011年9月号）
      - 第113話 沈黙の丘（ミステリーサラ2011年10月号）
      - 第114話 罪の味（ミステリーサラ2011年11月号）
      - 第115話 暗愚の迷路（ミステリーサラ2011年12月号）
      - 第116話 恐慄の記憶（ミステリーサラ2012年1月号）
- 1998年
  - 7日間の花嫁（BE・LOVEパフェ1998年10月号）【講談社KCBL】お姑さまといわれても(5)（2001年11月）
- 1999年
  - お姑（）さまといわれても（BE・LOVEパフェ1999年9月号 - 2003年6月号, 全34話）【講談社KCBL】お姑さまといわれても(1) - (8)（2000年8月, 9月, 2001年1月, 7月, 11月, 2002年6月, 2003年1月, 8月）
- 2003年
  - 続・お姑さまといわれても（BE・LOVE2003年16号, 17号, 21号, 24号, 2004年6号, 7号, 8号, 24号, 2005年1号, 2号, 13号, 14号, 15号 2006年2号, 3号, 4号, 全16話）・単行本未収録
- 2001 - 2006年頃（掲載雑誌不明）
  - 慚愧の扉（短篇）【あおばコミックス】慚愧の扉（2006年10月）
- 2006年
  - 猫の神さまのいうとおり（ねこだま 2006年8月号, ねこさま2007年12月号, 2008年4月号, ねこころ2008年6月号, ねこころ2009年8月号ほか）【グリーンアロー出版社LGAコミックス】ねここれ - ねこころコレクション(1)（2008年9月）・単行本未収録分もある。
- 2007年
  - 美世子の奇跡（BE・LOVE2007年23号, 24号, 2008年1号, 14号, 23号, 24号, 2009年1号, 全7話）・単行本未収録

### 単行本リスト
- 講談社KCフレンド
  - 天使か悪魔かおねえさま（1977年9月）ISBN 4061097512
    - 同時収録作品：おねえさまお静かに／どうしてなの？おねえさま／みすてないでおねえさま／おねえさまの子守歌

  - おねえさまいざ勝負（1978年2月）ISBN 4061097717
    - 同時収録作品：それはあまりよ！おねえさま／おじゃま虫の恋人さん／ああ本丸学園女絵巻／りんご奇想曲／わたしの心はチューリップ

  - 怪傑お化粧仮面見参！（1978年9月）ISBN 4061097970
    - 同時収録作品：事件ですよお二人さん

  - 恋し夢見しあやかしギツネ（1979年4月）ISBN 4061738186
    - 同時収録作品：おどろき桃の木吸血鬼／緋牡丹灯籠恋にもえ／白雪峠に狼を見た／ティータイム

  - ぼくの心(ハート)はハレーション（1979年11月）ISBN 4061738356
    - 同時収録作品：奥さまはヨイショ！／ふと気がつけばにわか雨／泳げ！あの愛にむかって

  - 竹取りファンタジア（1980年3月）ISBN 4061738453
    - 同時収録作品：けりあげろ！青春

  - アランイヤンナイト（1980年7月）ISBN 4061738593
    - 同時収録作品：祭組四代目始末記

  - あたしの可愛いひと（1980年12月）ISBN 4061738763
    - 同時収録作品：ミツオくんの軟派ブルース／トンでトンで笑って王子さま

  - そこからさきはケ★セラ★聖良（1981年4月）ISBN 4061738917
    - 同時収録作品：スター参上

  - 夏にきいてくれ(1) - (2)（1981年10月, 1982年1月）
    - (1) ISBN 4061739212 (2) ISBN 4061739220 同時収録作品：だからうたってハイウェイララバイ

  - あでやかにあざみ(1) - (4)（1982年6月, 9月, 12月, 1983年3月）
    - (1) ISBN 4061739417 (2) ISBN 4061739425 (3) ISBN 4061739433 (4) ISBN 4061739603

  - まひろ体験(1) - (11)（1983年8月, 11月, 1984年3月, 7月, 11月, 1985年3月, 7月, 11月, 1986年3月, 6月, 10月）
    - (1) ISBN 4061739913 (2) ISBN 4061739921 (3) ISBN 406173993X (4) ISBN 4061739948 (5) ISBN 4061739956 (6) ISBN 4061760467 (7) ISBN 4061760475 (8) ISBN 4061760483 (9) ISBN 4061760491 (10) ISBN 4061760505 (11) ISBN 4061761110

  - 夢のむこうがわ（1987年4月）ISBN 4061761277
  - Kanakoどきどき'87（1987年10月, 1988年2月）
    - (1) ISBN 406176151X (2) ISBN 4061761528

  - 銀の星座(1) - (4)（1988年9月, 1989年2月, 5月, 9月）
    - (1) ISBN 4061761951 (2) ISBN 406176196X (3) ISBN 4061761978 (4) ISBN 4061761986 同時収録作品：そこに幸あり
    - 蝶よ花よ(1) - (4)（1990年1月, 10月, 1992年2月, 12月）
    - (1) ISBN 4061762389 同時収録作品：真夜中にさようなら (2) ISBN 4061762753 (3) ISBN 4061763369 (4) ISBN 4061763644

  - 希望(のぞみ)のままにロマンス（1990年6月）ISBN 4061762532
  - 好きにならずにいられない(1)(2)（1991年6月, 1991年10月）
    - (1) ISBN 4061763016 (2) ISBN 4061763024 同時収録作品：彼女に捧げるバラード
- 講談社KCmimiDX
  - ほんのジョークで……（1992年1月）ISBN 4063132749
  - やさしい朝におやすみ（1992年11月）ISBN 4063193365
  - タ−ゲットはふりかえる（1994年2月）ISBN 4063194485
    - 3冊の収録作品全12話は、2009年グリーンアロー出版社『美人秘書香都子さんの事件簿』(上)(下)として再版。
- 講談社KCmimi
  - 芸者福花(1)（1993年2月）ISBN 4063274101
  - 封じられたメモリアル（1994年7月）ISBN 4063274535
    - 収録作品：封じられたメモリアル／闇からの助言者／私という他人。いずれも2006年にあおば出版より発行された『慚愧の扉』に再録。

  - それでも恋は恋(上)(下)（1995年6月, 7月）
    - (上) ISBN 406317705X (下) ISBN 4063177106
- スコラLC
  - ブレーメン動物園においで（1997年2月）ISBN 4796287817
    - 収録作品：第1話 - 第4話。2006年発行あおば出版『ブレーメン動物園においで』(上)(下)には最終話までの全13話を収録。
- 講談社KCBL
  - お姑（）さまといわれても(1) - (8)（2000年8月, 9月, 2001年1月, 7月, 11月, 2002年6月, 2003年1月, 8月）
    - (1) ISBN 4063189791 (2) ISBN 4063189856 (3) ISBN 4063189988 (4) ISBN 4063190188 (5) ISBN 4063190323 同時収録作品：7日間の花嫁 (6) ISBN 4063190587 (7) ISBN 4063190838 (8) ISBN 4063191176
- あおば出版 あおばコミックス
  - 闇の花嫁（2002年9月）ISBN 4873172578
  - 弔いの森（2002年12月）ISBN 4873172675
  - 憑かれた女（2003年3月）ISBN 4873172837
  - 呪縛の視線（2003年6月）ISBN 4873172985
  - 真夜中の巫女（2004年3月）ISBN 487317354X
  - 春陰りの夢（2004年12月）ISBN 4873174155
  - 遠き罪の音（2005年8月）ISBN 4873174910
  - 疑惑の刻印（2006年8月）ISBN 487317841X
    - 8冊の収録作品は、第1話「修羅の夢」- 第50話「影の訪問者」。2008年発行Bbmfマガジン(旧グリーンアロー出版社)『あかりとシロの心霊夜話』(1) - (8)として再版。(9)以降もBbmfマガジンより出版。

  - 笑ってごらん（2005年4月）ISBN 4873174546
    - 同時収録作品：花婿はあなたね！／女優ヒナコの非日常／久留美ミルクがんばります！／ KAKEOCHI '95／Will You Marry? OH MY GOD!!

  - パワフル（2005年11月）ISBN 4873176239
    - 同時収録作品：幸せの住家さがしましょ

  - 慚愧の扉（2006年10月）ISBN 4873178703
    - 収録作品：最高の恋人／慚愧の扉／1994年講談社発行『封じられたメモリアル』からの再録（封じられたメモリアル／闇からの助言者／私という他人）

  - ブレーメン動物園においで(上)(下)（2006年2月）
    - (上) ISBN 4873176646 (下) ISBN 4873176654
      - 2冊の収録作品全13話中、第1話 - 第4話は、1997年スコラ発行『ブレーメン動物園においで』からの再録。
- グリーンアロー出版社LGAコミックス
  - ねここれ - ねこころコレクション(1)（2008年9月）ISBN 4766333659
    - 4コママンガの連作を収録した漫画家12名の共著。西尚美作品：猫の神さまのいうとおり(第1話 - 第4話、計20ページ)。

  - 美人秘書香都子さんの事件簿(上)(下)（2009年2月）
    - (上) ISBN 4766334086 (下) ISBN 4766334094
      - 1992年 - 1994年講談社発行『ほんのジョークで……』『やさしい朝におやすみ』『ターゲットは振り返る』の全12話を再録した新装版。
- 青泉社 LGAコミックス
  - あかりとシロの心霊夜話(1)闇の花嫁（2008年9月）ISBN 4766333667
    - 収録作品：修羅の夢／哭き部屋／癒しの庭／闇の花嫁／邪鏡／死人のララバイ

  - あかりとシロの心霊夜話(2)弔いの森（2008年9月）ISBN 4766333675
    - 収録作品：雨女／嗤う教室／遺恨の肖像／華やかな柩／業火の宿／弔いの森／私を殺した夏

  - あかりとシロの心霊夜話(3)憑かれた女（2008年10月）ISBN 4766333748
    - 収録作品：黒い羽音／骸の家／闇は囁く／憑かれた女／紅い雪／仮面の宴／クリスマスイヴが来ないので

  - あかりとシロの心霊夜話(4)呪縛の視線（2008年10月）ISBN 4766333756
    - 収録作品：呪縛の視線／贄の夏／蒼き慟哭／凍てつく庭で／切り裂かれた春／陰の雨音

  - あかりとシロの心霊夜話(5)真夜中の巫女（2008年11月）ISBN 4766333802
    - 収録作品：蝶たちの挽歌／迷宮の妖精／真夜中の巫女／鬼女屋敷／氷夢／死霊使い

  - あかりとシロの心霊夜話(6)春陰りの夢（2008年11月）ISBN 4766333810
    - 収録作品：泉の迷い子／春陰りの夢／報いの夏／夏の葬列／夏に逝く／晩秋のレクイエム

  - あかりとシロの心霊夜話(7)遠き罪の音（2008年11月）ISBN 4766333829
    - 収録作品：魔性の夢／邪な風／夏闇の家／遠き罪の音／悪意のブーケ／黄昏の亀裂

  - あかりとシロの心霊夜話(8)疑惑の刻印（2008年11月）ISBN 4766333837
    - 収録作品：あの子が消えた夜／告発の屍／破滅の住処／疑惑の刻印／冬の檻／春に潜む闇

  - あかりとシロの心霊夜話(9)残虐への迷路（2008年8月）ISBN 4766333578
    - 収録作品：残虐への迷路／奈落の牙／殺意の残像／終わりなき弔鐘／彷徨う冬に／負の遺言

  - あかりとシロの心霊夜話(10)暗黒の警鐘（2009年6月）ISBN 4766334493
    - 収録作品：紅蓮の呪詛／家鳴りの夜／青い死の淵から／暗黒の警鐘／冥界からの叫び／「呪いの因子

  - あかりとシロの心霊夜話(11)毒華の誘い（2009年11月）ISBN 4766334760
    - 収録作品：残月のごとく…／だから家に帰れない／毒華の誘い／妄執の棲み処／虚飾の夏の…／暗い時の隙間から

  - あかりとシロの心霊夜話(12)影の訪問者（2010年11月）ISBN 4766335244
    - 収録作品：罪の雫／知らずの夢／死の香りを身に纏い／魔の種子／禍根の路人／影の訪問者

  - あかりとシロの心霊夜話(13)忘却の地（2011年5月）ISBN 4766335406
    - 収録作品：忘却の地／見送りの崖／慈愛の咎人／ 黒い風聞／善意の裏側／妄想の街角

  - あかりとシロの心霊夜話(14)毒夢の夜（2011年11月）ISBN 4766335600
    - 収録作品：邪神の微笑／毒夢の夜／帳の影で／いらない子供／憎悪の輪禍／念呪の形代

  - あかりとシロの心霊夜話(15)悲嘆の旋律（2012年5月）ISBN 4766335740
    - 収録作品：虚言の誘い／あなたを呼ぶ声／病みの夜の夢／悲嘆の旋律／番外編 シロは知っている ～シロのお散歩～／怨嗟の鎖

  - あかりとシロの心霊夜話(16)病果の庭（2013年4月）ISBN 4907203012
    - 収録作品：

  - あかりとシロの心霊夜話(17)再びの悪夢（2013年8月）ISBN 4907203055
    - 収録作品：

  - あかりとシロの心霊夜話(18)断罪の刻み（2013年12月）ISBN 4907203098
    - 収録作品：

  - あかりとシロの心霊夜話(19)黄泉の学舎（2014年7月）ISBN 4907203152
    - 収録作品：

  - あかりとシロの心霊夜話(20)紛いの言霊（2015年1月）ISBN 4907203217
    - 収録作品：

  - あかりとシロの心霊夜話(21)小さき罪を紡いで（2015年7月）ISBN 4907203306
    - 収録作品：

  - あかりとシロの心霊夜話(22)幻のさえずり（2016年6月）ISBN 4907203446
    - 収録作品：

  - あかりとシロの心霊夜話(23)裁きの雨（2016年11月）ISBN 4907203527
    - 収録作品：

  - あかりとシロの心霊夜話(24)静寂を切り裂くように（2017年6月）ISBN 4907203616
    - 収録作品：

  - あかりとシロの心霊夜話(25)冷たいゆり籠（2017年12月）ISBN 4907203691
    - 収録作品：

  - あかりとシロの心霊夜話(26)呪い花（2018年6月）ISBN 490720373X
    - 収録作品：

  - あかりとシロの心霊夜話(27)…そういう場所（2018年12月）ISBN 4907203799
    - 収録作品：

  - あかりとシロの心霊夜話(28)白き祈り 昏き夢（2019年7月）ISBN 4907203837
    - 収録作品：

  - あかりとシロの心霊夜話(29)蛇蝎のごとく（2019年10月）ISBN 4907203861
    - 収録作品：
      - (1) - (8)は、2002年 - 2006年発行あおば出版『闇の花嫁』『弔いの森』『憑かれた女』『呪縛の視線』『真夜中の巫女』『春陰りの夢』『遠き罪の音』『疑惑の刻印』の新装版。
      - 当初はグリーンアロー出版社、2009年からBbmfマガジン、2013年1月から青泉社